# Take My Breath Away
Take My Breath Away ist ein Lied der kalifornischen Popband Berlin aus dem Jahr 1986, das von Giorgio Moroder und Tom Whitlock geschrieben wurde. Das Stück erschien als Love Theme (Liebesthema) auf dem Soundtrack zum Film Top Gun und erhielt im Jahr 1987 sowohl einen Oscar als bester Song und einen Golden Globe in derselben Kategorie.

## Verbreitung und Erfolg
Take My Breath Away wurde zusammen mit der B-Seite Radar Radio (ebenfalls geschrieben von Giorgio Moroder und Tom Whitlock, aber gesungen von Giorgio Moroder und Joe Pizzulo) als Split-Single im Juni 1986 weltweit veröffentlicht. Es verblieb in den USA eine Woche und in Großbritannien vier Wochen lang auf Platz eins. In Deutschland erreichte das Lied Platz drei für einen Monat, in Österreich Platz vier und in der Schweiz Platz zwei für jeweils 14 Wochen.
Das Lied war auch auf dem Album Count Three and Pray (1986) enthalten und aufgrund des Erfolges auch auf späteren Kompilationen vertreten: Best of Berlin (1979–1988), Master Series, Greatest Remixes (enthält eine Remixversion des Liedes von The Mission), Live: Scared & Profane und Metro Greatest Hits.
Der Song wurde im Oktober 1990 anlässlich der Erstausstrahlung von Top Gun im britischen Fernsehsender ITV erneut veröffentlicht. Zuvor wurde es 1988 in einem Werbefilm für den Peugeot 405 verwendet. Bei der Wiederveröffentlichung landete das Lied auf Platz drei in Großbritannien.
2015 bezeichnete Produzent Moroder Take My Breath Away als dasjenige seiner Lieder, auf das er in seiner langen und erfolgreichen Karriere am stolzesten sei.

## Musikvideo
Das Musikvideo wurde unter Mitwirkung der Bandmitglieder auf dem Flughafen Mojave Air & Space Port in Kalifornien aufgenommen und mit Szenen aus dem Film Top Gun kombiniert, die das erste Rendezvous zwischen den beiden Hauptdarstellern Tom Cruise und Kelly McGillis zeigen. Sängerin Terri Nunn läuft mit einem zerschlissenen und ölverschmierten blauen Overall in einer windigen Nacht auf einem Flugzeugfriedhof umher. John Crawford und Rob Brill entspannen zunächst in einem der Wracks und folgen schließlich der Sängerin. Das Video endet mit einer Einstellung, in der mehrere Piloten im Innern und auf den Tragflächen eines stillgelegten Kampfflugzeuges stehen. Das Musikvideo wurde bei YouTube über 256 Millionen Mal abgerufen (Stand: Juli 2022).
Der Clip wird gelegentlich in Europe’s Top 10 Movie Soundtracks auf VH1 gezeigt und ist in der DVD-Collection von Top Gun enthalten.

## Kommerzieller Erfolg

### Chartplatzierungen
| ChartsChartplatzierungen       | Höchstplatzierung | Wochen |
| ------------------------------ | ----------------- | ------ |
| Deutschland (GfK)              | 3 (18 Wo.)        | 18     |
| Österreich (Ö3)                | 4 (14 Wo.)        | 14     |
| Schweiz (IFPI)                 | 2 (14 Wo.)        | 14     |
| Vereinigte Staaten (Billboard) | 1 (21 Wo.)        | 21     |
| Vereinigtes Königreich (OCC)   | 1 (30 Wo.)        | 30     |

| ChartsJahrescharts (1986)      | Platzierung |
| ------------------------------ | ----------- |
| Deutschland (GfK)              | 43          |
| Vereinigte Staaten (Billboard) | 27          |
| Vereinigtes Königreich (OCC)   | 9           |

### Auszeichnungen für Musikverkäufe
| Land/Region                  | Auszeichnungen für Musikverkäufe (Land/Region, Auszeichnung, Verkäufe) | Verkäufe |
| ---------------------------- | ---------------------------------------------------------------------- | -------- |
| Australien (ARIA)            | Gold                                                                   | 35.000   |
| Dänemark (IFPI)              | Gold                                                                   | 45.000   |
| Italien (FIMI)               | Gold                                                                   | 50.000   |
| Kanada (MC)                  | Gold                                                                   | 50.000   |
| Neuseeland (RMNZ)            | Platin                                                                 | 30.000   |
| Portugal (AFP)               | Gold                                                                   | 30.000   |
| Spanien (Promusicae)         | Gold                                                                   | 30.000   |
| Vereinigtes Königreich (BPI) | Platin                                                                 | 600.000  |
| Insgesamt                    | 6× Gold · 2× Platin ·                                                  | 870.000  |

## Coverversionen
- 1986 veröffentlichte Gérard Lenorman eine französische Version des Liedes namens Les bleu des regrets.
- 1986 sang Ute Berling Ich will mit dir geh'n.
- 1986 erschien eine Version der A-cappella-Band The Flying Pickets.
- 1987 coverten The Shadows das Lied.
- 1987 erschien von der Cantopopsängerin Sandy Lam ebenfalls eine Coverversion, die auch Eingang in Wong Kar-Wais Film As Tears Go By fand.
- 1992 erschien von Howard Carpendale eine deutsche Version namens Du gehörst zu mir.
- 1996 coverte Peter Hofmann den Song für sein Album Rock Classics – Love Songs.
- 2000 sampelten Westberlin Maskulin das Lied für ihren Rap Berlin2.
- 2002 coverte Jan Wayne das Lied als Bonustrack für sein Album Back Again!.
- 2004 veröffentlichte Jessica Simpson ihre Version des Songs auf dem Album In This Skin.
- 2007 coverte Diana Ross das Lied für ihr Album I Love You.
- 2010 erschien der Song auf dem Album The Movie Songbook von Sharleen Spiteri.
- 2016 coverte die italienische Band Klimt 1918 den Song auf ihrem Album Sentimentale Jugend.

Eine tschechische Version „Ještě se mi směj“ wurde von Petra Janů interpretiert.